# Klimatalarmism

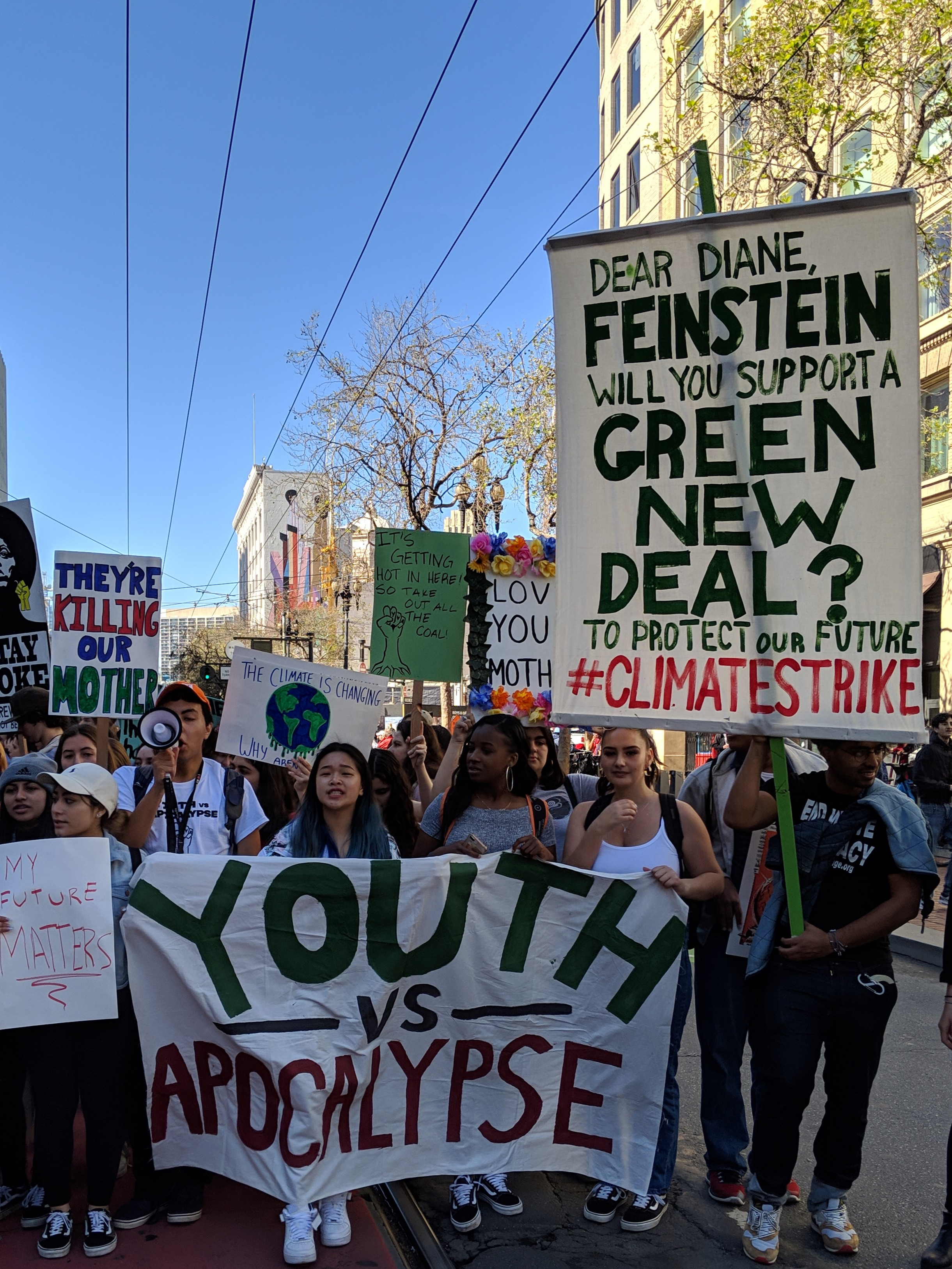
Ungdomar demonstrerar med apokalypsparoll, Youth Climate Strike, San Francisco, USA 2019

Klimatalarmism är en term som i klimatdebatten används nedsättande för vad som påstås vara grundlösa eller överdrivna farhågor för framtida klimatförändringar eller för aktiviteter som uttrycker sådana farhågor. Begreppet beskrivs som polariserande inom klimatdebatten. I Språkrådets nyordslista 2008 presenterades det närliggande ordet klimatism med betydelsen "nedsättande: rädslan för en klimatförändring sedd som en fanatisk trosriktning".

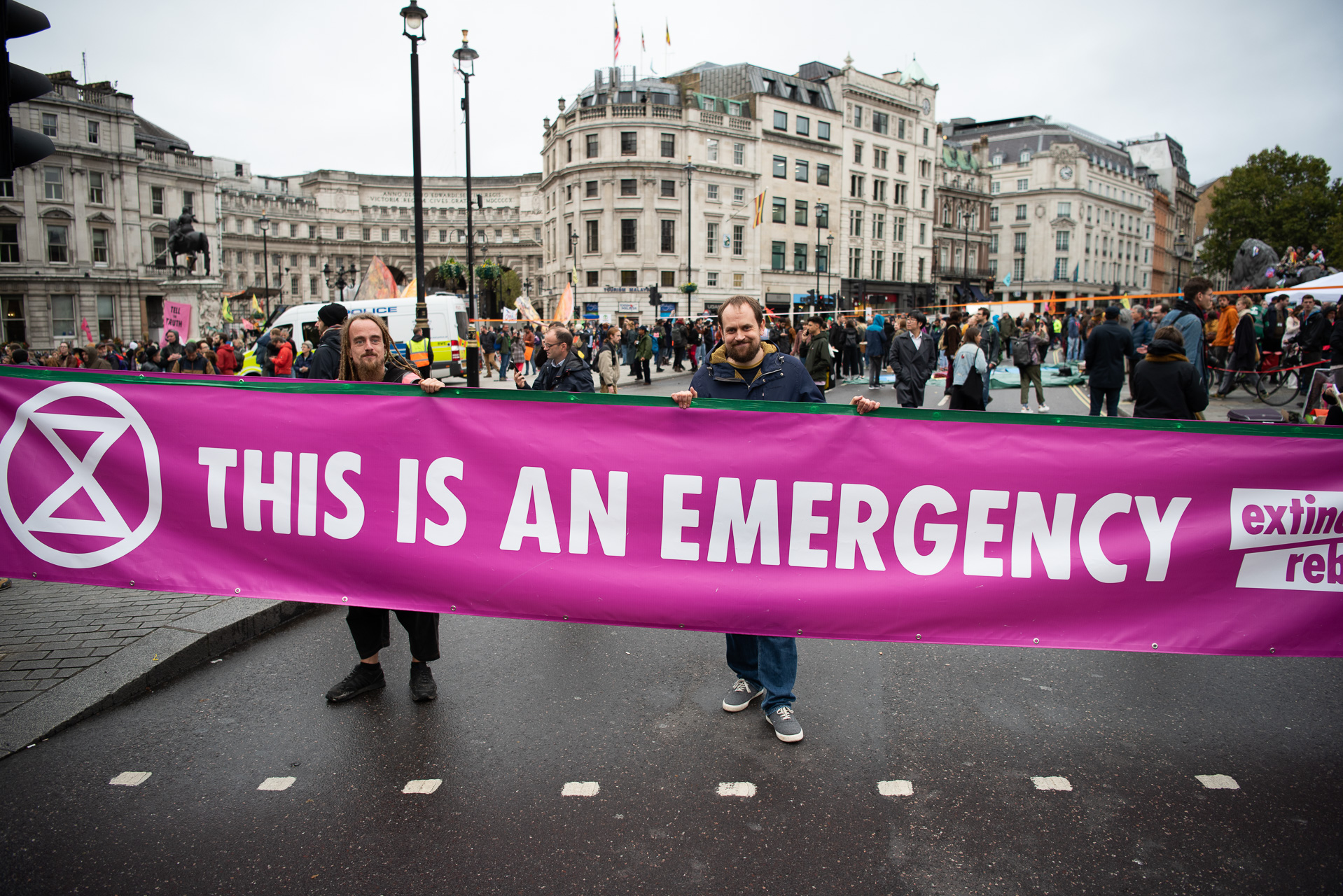
Extinction Rebellion i London 2019

Termen används för att markera avståndstagande från en typ av argumentation och språkbruk som påstås överdriva framtida klimatförändringar och dess konsekvenser.
Termen används också av de som tydligt ifrågasätter argument om klimatförändringarna även när argumenten har stöd i vetenskaplig konsensus och de som menar att de allvarliga klimatförändringarna är en bluff. Då används termen klimatalarmism i nedsättande och misstänkliggörande syfte om budskap från både klimatforskare, media och klimataktivister. I de sammanhangen har påståenden om klimatförändringar som ett existentiellt hot mot mänskligheten betecknats som alarmism. Mediernas rapportering har också kritiserats för att vara alarmistisk. Klimatalarmism har även beskrivits som ett demokratihot och påståtts påverka ungdomars mentala hälsa negativt.

## Definition
Klimatalarmism har beskrivits som överreaktioner på global uppvärmning och irrationella åtgärder för att motverka global uppvärmning.

## Användning av termen i nedsättande syfte
Termen alarmist har använts av personer som är kritiska mot klimatforskning för att i nedsättande syfte beskriva någon som stöder vetenskaplig konsensus även utan att för den skull vara kompromisslös i sina åsikter. Meteorologen Kerry Emanuel har sagt att stämpla någon som en alarmist är "ett synnerligen infantilt sätt att smutskasta någon med tanke på vad som står på spel" och "att använda en sådan provocerande terminologi har en tydligt Orwellsk prägel."

## Debatt om bedömd klimatalarmism och dess följder

### Debatt om vad som är och inte är alarmism
När den globala uppvärmningen började uppmärksammas under 2000-talets första decennier möttes den med skepsis från en del forskare och debattörer som betecknade oron för negativ påverkan som alarmistisk och jämförde den med tidigare larm om global nedkylning. Samtidigt förde andra fram att hotet om global uppvärmning till skillnad från tidigare befarade katastrofer inte var ett falsklarm utan byggde på faktiska bevis.

### Uppfattningar om massmedias rapportering och språkbruk
i en rapport från brittiska Institute for Public Policy Research år 2006 konstaterades att ett alarmistiskt språkbruk ofta används av tidningar, populärvetenskapliga tidskrifter och i kampanjlitteratur från regeringar och miljögrupper i samband med olika miljöfrågor. Även senare har delar av medias rapportering om klimatförändringar kritiserats för alarmism samtidigt som det har påpekats att klimatförnekare är ett mycket större hot.
Det finns olika bedömningar av följderna av ett alarmistiskt språkbruk. Klimatjournalisten Dana Nuccitelli menade 2018 att ett alarmistiskt språkbruk om klimatförändringar kan skapa en större känsla av att läget är akut och att det är ont om tid.  Andra menar att om man använder sig av sensationella och alarmistiska argument framkallar detta ofta "förnekelse, förlamning eller apati", snarare än att motivera enskilda till handling eller att uppmana till engagemang i frågan om klimatförändringar. Enligt detta synsätt tenderar budskap som vädjar till vardagliga känslor och bekymmer kopplade till klimatet att vara mest engagerande. I diskussionen kring klimatflyktingar har det hävdats att ett alarmistiskt språkbruk ofta använts av säkerhetsföretag  och tankesmedjor.

### Synen på klimatalarmism som ett hot mot demokrati, framtidshopp och mental hälsa
I en essä publicerad av finska YLE beskriver historikern Nicolas von Kraemer klimatalarmism som ett demokratiproblem. Han argumenterar för att när domedagsretorik får stå oemotsagd uppstår allvarliga risker för ekonomisk och politisk manipulation av befolkningen. Även Moderaternas partiledare Ulf Kristersson uppgav i en intervju 2019 att alarmism kan landa i att avskaffa demokratin för miljöns skull, vilket han menade var livsfarligt.
Flera kritiker för fram att klimatalarmism, mer än själva klimatförändringarna i sig, orsakar bristande framtidshopp hos den yngre generationen. Vissa går så långt som att påstå att klimatalarmism påverkar ungdomars mentala hälsa negativt.

### Opinionsbildare som anses ha gett uttryck för klimatalarmism
Den amerikanska politikern Alexandra Ocasio-Cortez sade i en intervju att världen kommer att ta slut om 12 år om vi inte tar itu med klimatförändringen, vilket av flera kritiker betecknades som ett klimatalarmistiskt uttalande. Även den brittiska miljögruppen Extinction Rebellion har påståtts ägna sig åt klimatalarmism. Greta Thunbergs budskap att runt 2030 riskerar en okontrollerbar oåterkallelig kedjereaktion att sättas igång som kan leda till slutet för vår civilisation såsom vi känner till den, menade kritiker var ett utslag av klimatalarmism.
Michael Shellenberger, långvarig miljöförespråkare och klimataktivist samt grundare av miljöorganisationen Environmental Progress, bad i juni 2020 offentligt om ursäkt för att han bidragit till alarmism i klimatfrågan.

### Påstådd alarmism hos IPCC
En amerikansk meteorolog lämnade 2007 sitt uppdrag med motiveringen att IPCC överdrev påverkan av klimatförändringar på orkaner över Atlanten. En holländsk ekonomiprofessor som ingick i den 70-mannaredaktion som fått uppdraget att skriva sammanfattningen till IPCC:s rapport inför COP 21 hoppade av sitt uppdrag 2014. Han motiverade sitt avhopp med att han upplevde rapportutkasten som alarmistiska. Han menade att IPCC lade för stor vikt vid skrivningar om riskerna till följd av klimatförändringar i förhållande till möjligheter för anpassning till förändringarna.